# Apex (csillagászat)
Az apex az a pont az égbolton, ami felé a Nap és az egész Naprendszer mozogni látszik. Ennek a mozgásnak a sebessége 19–20 km/s a közeli csillagokhoz viszonyítva. A pont a Hercules csillagképben van, rektaszcenziója 18 h, deklinációja 30º.
Az apex ellentéte az antapex, ami vele szemben fekszik.
Ugyancsak apex a neve annak az iránynak is, ami felé a Föld a Nap körüli útján látszólag mozog.